# Unterseeboot UC-37
Pour les autres navires du même nom, voir Unterseeboot 37.
L'Unterseeboot UC-37 est un sous-marin (U-Boot) mouilleur de mines allemand de type UC II utilisé par la Kaiserliche Marine pendant la Première Guerre mondiale. Le U-boot a été commandé le 20 novembre 1915 et lancé le 5 juin 1916. Il a été mis en service dans la marine impériale allemande le 17 octobre 1916 sous le nom de UC-37.  En 13 patrouilles, l'UC-37 a coulé 66 navires, soit par ses torpilles, soit par les mines qu’il a posées. L'UC-37 se rend à Sébastopol le 25 novembre 1918 et est démantelé à Bizerte en août 1921.

## Conception
Sous-marin de type UC II, l'UC-37 avait un déplacement de 427 tonnes en surface et de 509 tonnes en plongée. Il avait une longueur hors tout de 50,35 m, un maître-bau de 5,22 m et un tirant d'eau de 3,65 m. Le sous-marin était propulsé par deux moteurs diesel 6 cylindres à quatre temps produisant chacun 300 ch (220 kW), soit un total de 600 ch (440 kW), et par deux moteurs électriques produisant 460 ch (340 kW), actionnant deux arbres d'hélice.
Le sous-marin avait une vitesse maximale de 11,9 nœuds (22,0 km/h) en surface et de 6,6 nœuds (12,2 km/h) en immersion. Son autonomie était de 10180 milles marins (18850 km) à 7 nœuds (13 km/h) en surface, et de 60 milles marins (110 km) à 4 nœuds (7,4 km/h) en immersion. Il lui fallait 48 secondes pour plonger, et il était capable d’opérer à une profondeur maximale de 50 mètres.
L'UC-37 était équipé de trois tubes lance-torpilles de 500 mm, un à l’arrière et deux à l’avant, avec sept torpilles, et d’un canon de pont de 8,8 cm SK L/30. Mais son arme principale était ses six puits de mine de 1000 mm portant dix-huit mines UC 200. Son effectif était de vingt-six membres d’équipage.

## Affectations
- Flottille de Pola / Mittelmeer / Mittelmeer II : du 12 janvier 1917 au 18 juillet 1918
- Flottille de Constantinople : du 18 juillet au 11 novembre 1918

## Commandants
- Oberleutnant zur See Otto Launburg : du 13 octobre 1916 au 1er juillet 1917
- Oblt.z.S. Willy List : du 2 juillet 1917 au 9 janvier 1918
- Oblt.z.S. Otto Kümpel : du 10 janvier au 14 novembre 1918

## Navires coulés
| Date              | Nom                    | Nationalité      | Tonnage | Destin    |
| ----------------- | ---------------------- | ---------------- | ------- | --------- |
| 1er janvier 1917  | Britannic              | Norvège          | 2289    | Coulé     |
| 2 janvier 1917    | Aristotelis C. Ioannou | Grèce            | 2868    | Coulé     |
| 2 janvier 1917    | Dimitrios Goulandris   | Grèce            | 3744    | Coulé     |
| 2 janvier 1917    | Notre Dame Du Verger   | France           | 227     | Coulé     |
| 3 janvier 1917    | Capricieuse            | France           | 156     | Coulé     |
| 3 janvier 1917    | Fama                   | Norvège          | 2417    | Coulé     |
| 4 janvier 1917    | Liberté                | France           | 166     | Coulé     |
| 4 janvier 1917    | Luigi Ciampa           | Royaume d'Italie | 3988    | Coulé     |
| 4 janvier 1917    | Seemel                 | Empire russe     | 209     | Coulé     |
| 4 janvier 1917    | Wragby                 | United Kingdom   | 3641    | Coulé     |
| 5 janvier 1917    | Combermere             | Royaume d'Italie | 1718    | Coulé     |
| 26 février 1917   | Gerolamo Ulloa         | Royaume d'Italie | 4283    | Endommagé |
| 26 février 1917   | Victoria               | Grèce            | 1388    | Coulé     |
| 3 mars 1917       | Craigendoran           | United Kingdom   | 2789    | Coulé     |
| 5 mars 1917       | Salvatore              | Royaume d'Italie | 119     | Coulé     |
| 27 mars 1917      | Nr. 62                 | France           | 200     | Coulé     |
| 31 mars 1917      | Galatée                | France           | 3062    | Endommagé |
| 3 avril 1917      | Ernest Simons          | France           | 5555    | Coulé     |
| 3 avril 1917      | Saint Simon            | France           | 3419    | Coulé     |
| 4 avril 1917      | San Giovanni Battiste  | Royaume d'Italie | 46      | Coulé     |
| 14 avril 1917     | Gange                  | France           | 6886    | Coulé     |
| 16 avril 1917     | Sagres                 | Portugal         | 2986    | Coulé     |
| 21 avril 1917     | Warrior                | United Kingdom   | 3674    | Coulé     |
| 28 avril 1917     | Niobe                  | Royaume d'Italie | 66      | Coulé     |
| 29 avril 1917     | Giuseppe Maria         | Royaume d'Italie | 99      | Coulé     |
| 30 avril 1917     | Colbert                | France           | 5394    | Coulé     |
| 2 mai 1917        | Camerata               | United Kingdom   | 3723    | Endommagé |
| 5 mai 1917        | Dina Di Lozenzo        | Royaume d'Italie | 127     | Coulé     |
| 5 mai 1917        | Harmattan              | United Kingdom   | 4792    | Coulé     |
| 15 juin 1917      | Assunzione             | Royaume d'Italie | 3770    | Coulé     |
| 8 août 1917       | Breton                 | France           | 3739    | Coulé     |
| 11 octobre 1917   | Voilier non identifié  |                  | 14      | Coulé     |
| 31 octobre 1917   | Evangelistria          | Grèce            | 17      | Coulé     |
| 1er novembre 1917 | Marigo                 | Royaume d'Italie | 24      | Coulé     |
| 3 novembre 1917   | A.S. 160               | Grèce            | 20      | Coulé     |
| 3 novembre 1917   | Essichia               | Grèce            | 30      | Coulé     |
| 5 novembre 1917   | Caterina               | Royaume d'Italie | 30      | Coulé     |
| 23 décembre 1917  | Dunedin                | United Kingdom   | 4796    | Endommagé |
| 12 février 1918   | Aghios Nicolaos        | Grèce            | 20      | Coulé     |
| 14 février 1918   | Ventmoor               | United Kingdom   | 3456    | Coulé     |
| 15 février 1918   | San Rito               | United Kingdom   | 3310    | Coulé     |
| 17 mars 1918      | Waihemo                | United Kingdom   | 4283    | Coulé     |
| 21 mars 1918      | Termini                | Royaume d'Italie | 1523    | Coulé     |
| 25 mars 1918      | Warturm                | United Kingdom   | 4965    | Endommagé |
| 26 mars 1918      | Voilier non identifié  | Grèce            | 31      | Coulé     |
| 26 mars 1918      | Voilier non identifié  | Grèce            | 15      | Coulé     |
| 26 mars 1918      | Voilier non identifié  | Grèce            | 15      | Coulé     |
| 29 mars 1918      | Porto Santo            | Portugal         | 2801    | Coulé     |
| 8 juillet 1918    | San Nicola             | Grèce            | 50      | Coulé     |
| 14 juillet 1918   | Hagios Zion            | Grèce            | 4       | Coulé     |
| 15 juillet 1918   | Voilier non identifié  | Grèce            | 2       | Coulé     |
| 15 juillet 1918   | Voilier non identifié  | Grèce            | 14      | Coulé     |
| 17 juillet 1918   | Voilier non identifié  | Grèce            | 35      | Coulé     |
| 19 août 1918      | Marie Suzanne          | United Kingdom   | 3106    | Coulé     |
| 19 août 1918      | Voilier non identifié  | Grèce            | 58      | Coulé     |
| 19 août 1918      | NN155a                 | Grèce            | 30      | Coulé     |
| 19 août 1918      | S919a                  | Grèce            | 80      | Coulé     |
| 19 août 1918      | SS165                  | Grèce            | 65      | Coulé     |
| 19 août 1918      | V108a                  | Grèce            | 60      | Coulé     |
| 19 août 1918      | V135                   | Grèce            | 20      | Coulé     |
| 19 août 1918      | V62a                   | Grèce            | 30      | Coulé     |
| 24 août 1918      | AS19                   | Grèce            | 35      | Coulé     |
| 24 août 1918      | S275                   | Grèce            | 35      | Coulé     |
| 24 août 1918      | A59a                   | Grèce            | 35      | Coulé     |
| 26 août 1918      | Evangtelistria         | Grèce            | 20      | Coulé     |
| 27 août 1918      |                        | Grèce            | 31      | Coulé     |
| 27 août 1918      | C57a                   | Grèce            | 14      | Coulé     |
| 28 août 1918      | V214a                  | Grèce            | 12      | Coulé     |
| 28 août 1918      | S804qu                 | Grèce            | 53      | Coulé     |
| 29 août 1918      | A56a                   | Grèce            | 31      | Coulé     |
| 29 août 1918      | 121B                   | Grèce            | 124     | Coulé     |
| 30 août 1918      | HMS Endymion           | Royal Navy       | 7350    | Endommagé |